# Ямуначарья
Ямунача́рья (916—1041 или 918—1038) (Yämunäcärya) или Алава́ндар (Alavandar) — второй после Натхамуни великий ачарья (учитель) шри-вайшнавизма, духовный глава вайшнавской общины в Шрирангаме. Непосредственный предшественник Рамануджы, главного теолога вишишта-адвайты. Ямуначарье принадлежит авторство «Агама-праманьи» (Ägamaprämänya), которая включила Панчаратру в вайшнавскую доктрину.
Главная заслуга Ямуначарьи состоит в согласовании положений вайшнавской теологии, представленной в гимнах святых поэтов-альваров и в учении Панчаратры, с основными доктринами веданты. Основными источниками идей Ямуначарьи были Веды, Упанишады, «Бхагавадгита», труды его деда Натхамуни, тексты Панчаратры, гимны альваров, вайшнавские пураны.

## Биография
Ямуначарья родился в вайшнавской семье брахманов в местечке Виранарайанапурам в Южной Индии. Имя Ямуначарья состоит из двух слов: Ямуна — название реки и ачарья — учитель. Это имя он получил, согласно легенде, потому, что родился вскоре после того как его родители совершили паломничество по святым местам, расположенным на берегах реки Ямуна.
Учился у последователя Натхамуни, Рамы Мишры (Rama Misra). По мнению некоторых индологов, его дед Натхамуни был не ведантистом, а, скорее всего, сторонником системы ньяя. Ямуначарья по семейной линии наследовал образование в традиции ньяя. Однако ходе переосмысления духовного наследия перевел ньяя-шастру своего деда в контекст веданты.
С ранних лет Ямуначарья был известен своим полемическим искусством и глубокими познаниями в мимансе. В результате победы в диспуте при дворе царя династии Чола получил в награду полцарства и прозвище «Алавандар» (тамил. «Победитель»). Некоторое время Ямуначарья жил, предаваясь чувственным удовольствиям, пока его духовный наставник Рама Мишра не обратил его в вайшнавизм, после чего Ямуначарья, переехав жить в Шрирангам, возглавил местную общину вайшнавов. Завещал свое духовное наследие и его развитие своему внуку, Раманудже, с которым ему не удалось увидеться при жизни. По преданию, Ямуначарья оставил Раманудже выполнение трех задач: почтить память автора «Махабхараты» Парашары (составить комментарий на «Бхагавадгиту»), отдать дань любви Наммальвару (обоснование и проповедь бхакти), составить комментарии к «Брахма-сутрам».

## Труды Ямуначарьи

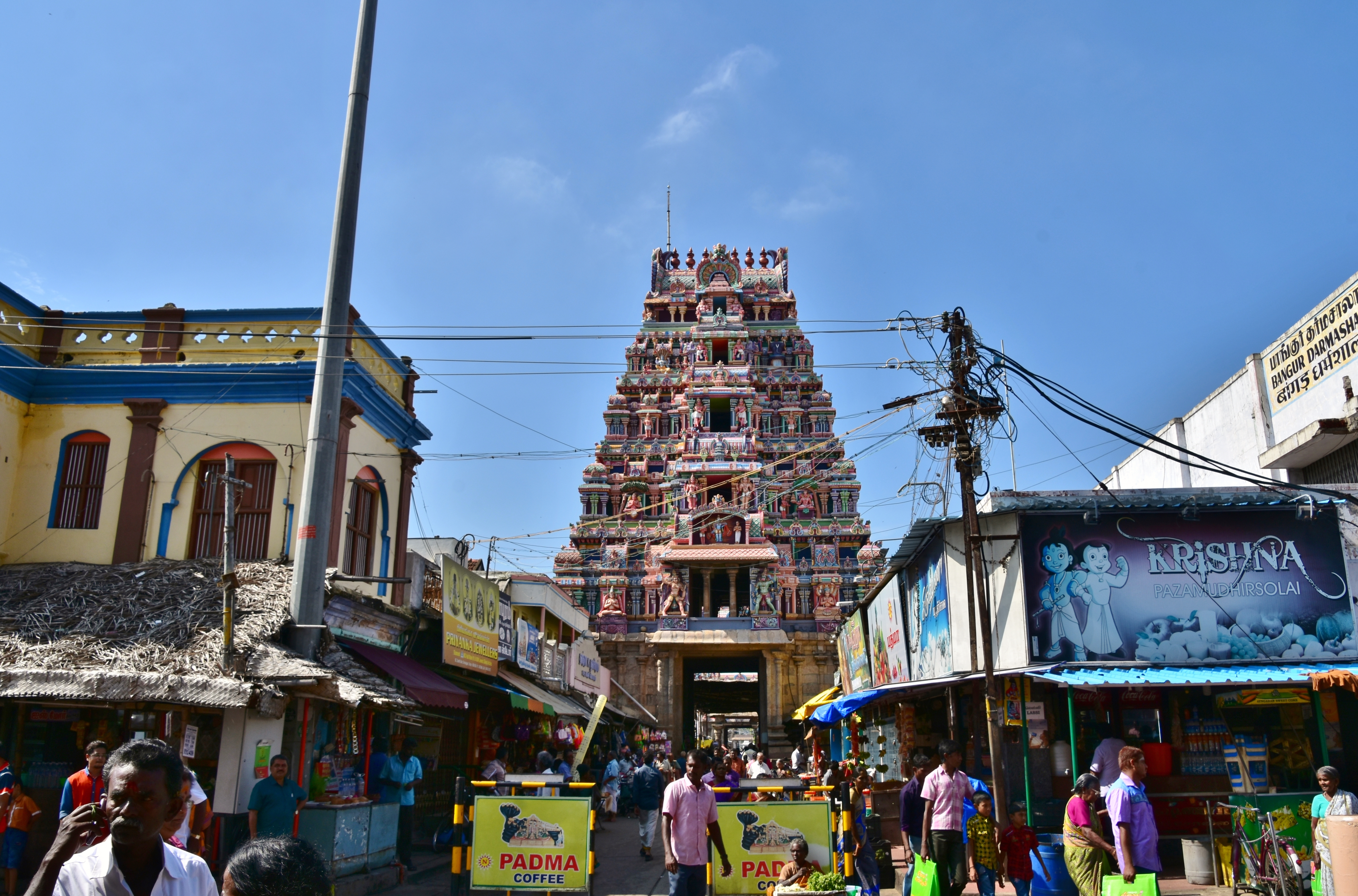
Храм Ранганатха в Шрирангаме, где жил и проповедовал Ямуначарья

Сочинения Ямуначарьи целостно не сохранились. Некоторые из них дошли до нас в виде фрагментов. Например, понимание Ямуначарьей сущности дживы в сочинении «Атмасиддхи» дошло в отрывках. Ключевая часть текста, содержащая обоснование, утеряна. Во фрагментах сохранились и две остальные части трилогии «Сиддхитрайа»: «Ишварасиддхи» и «Самвитсиддхи». Тем не менее, полностью сохранились «Гитартхасамграха», «Чатухшлоки» и «Стотраратна». Текст «Агама-праманья» демонстрирует усилия Ямуначарьи по интеграции Панчаратры в ведийско-ведантисткую традицию.
Хронологическая последовательность трудов Ямуначарьи до сих пор не определена. Тем не менее, в вайшнавской традиции принято считать, что «Стотра-ратна» была написана позже, чем четверостишие «Чатухшлоки». Объясняется это тем, что Ямуначарья должен был сначала обратиться к Лакшми, чтобы та ходатайствовала за него перед Господом Вишну. Не исключено, что «Стотра-ратна» была написана раньше трактата «Махапурушанирнайа», поскольку по своему содержанию «Стотра-ратна» близка ко второму тексту. Ямуначарья мог развивать идеи «Стотра-ратны» в «Махапурушанирнайе».
К главным трудам относятся:
- «Сиддхитрайя» (Siddhitrayam, «Тройное постижение»), сохранился во фрагментах, является результатом осмысления Упанишад. Текст содержит аргументы Ямуначарьи против адвайта-веданты Шанкары. В частности, признание иллюзорности мира ставит под вопрос накопленный опыт, в том числе знание о Брахмане, а также бхеда-абхеды Бхаскары. Состоит из трех разделов:
  - «Атма-сиддхи» («Постижение Атмана») — о природе индивидуальной души;
  - «Ишвара-сиддхи» («Постижение Ишвары») — о природе Господа;
  - «Самвит-сиддхи» («Постижение сознания») — о природе высшего знания.
- Трактат «Агама-праманья» (Agama Pramanya, «Доказательство агамы») посвящен обоснованию авторитета вайшанвского канона Панчаратра как не противоречащего основному учению веданты. В сочинении Ямуначарья ссылается на другую свою работу, не дошедшую до нас, «Кашмиранама-праманья».
- Небольшой комментарий к «Бхагавадгите» под названием «Гитартха-самграха» (Gitartha Sangraha, «Краткое изложение смысла Гиты»). В последующем он лёг в основу комментария Рамануджи «Гитабхашья». В своём комментарии Ямуначарья выдвигает в качестве основного содержания «Бхагавадгиты» описание бхакти как единственного пути достижения освобождения.
- «Махапуруша-нирная» (Maha Purusha Nirnayam, «Обоснование Великого Пуруши») посвящен обоснованию персонификации Господа как Высшей реальности и объекта почитания шастр. Считается одной из важнейших работ Ямуначарьи. Некоторые индологи полагают, что  Махапуруша-нирная является продолжением «Агама-праманьи».
- Сборник гимнов «Стотра-ратна» (Stotraratnam, «Сокровище гимнов») посвящен почитанию Вишну-Нараяны, описанию его образа в соответствии с вайшавскими пуранами. Нараяна предстает всемогущим и всемилостивым Господом, милосердие которого освобождает от грехов. Содержание гимнов сводится к упованию на милосердие Господа (прапатти).
- Гимны «Чатухшлоки» (Chathusloki, «Четыре шлоки») посвящены Лакшми, описанию её природы и сущности.

## Сокровище гимнов Вишну

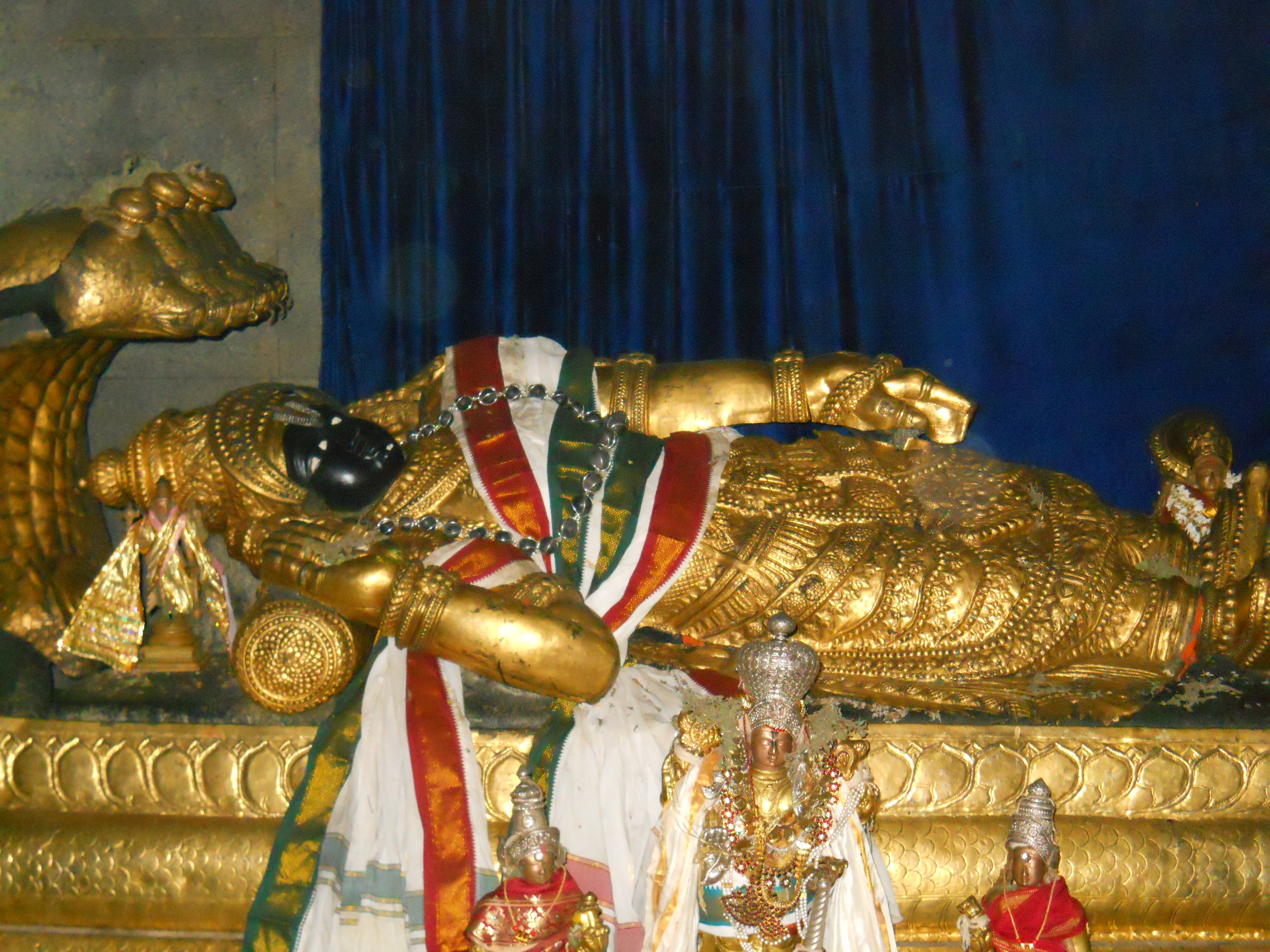
Господь Ранганатха, которому поклонялись основатели шри-вайшнавизма

Ямуначарья является автором одного из самых влиятельных текстов в вишишта-адвайта-веданте, поэтического гимна «Стотра-ратна» (санскр. Stotraratna, «Сокровище гимнов [посвящённых Вишну]»). Значимость «Стотра-ратны» объясняется тем, что гимн стал образцом стиля для более поздних традиций сочинения гимнов в вишишта-адвайте. «Стотра-ратна» декларирует ключевые идеи вишишта-адвайты: понимание Вишну (в форме Нараяны) как Господа, приоритет пути бхакти и прапатти, возвеличивание Нараяны и самопринижение автора. В гимне Ямуначарья выражает свою несостоятельность без Господа. Он не может обойтись без Нараяны, служение Господу понимается как средство отвлечения от собственных страданий. Ямуначарья декларирует, что даже если Нараяна его не спасает, ему больше некуда идти и единственное, что ему остается — постоянно служить Нараяне.
Гимн написан стихотворным размером васантатилака. Подобный стихотворный размер встречается также у санскритского автора V века н. э. философа и грамматиста Бхартрихари, которому приписываются также и назидательные поэмы, известные под названием «Шатака-трайам». «Стотра-ратна» стала образцом стиля для поздней традиции, развивавшейся внутри вишишта-адвайты последователями Рамануджи, Курешой (1010—1116) и Парашара Бхаттаром (1037—1137 или 1122—1174). Они подражали образности, чувственности и самопринижению Ямуначарьи.

## Вишишта-адвайта Ямуначарьи
Согласно Ямуначарье, душа (Атман) обладает атомистическим размером (неизмеримо малая), индивидуальностью, неизменяемостью и вечностью. Её главной характеристикой является самосознание. Существование душ и реального мира зависит от Брахмана, Высшей реальности. Брахман проявляется всемогущей и всезнающей Высшей личностью, Вишну, в различных формах и воплощениях. Путём освобождения Ямуначарье считает путь любви (бхакти). В его интерпретации путь кармы-йоги, или бескорыстное исполнение предписаний священных текстов, очищает сердце, а путь джняна-йоги, или познание собственной природы, помогает осознать ее зависимость от Господа.
Основные идеи Ямуначарьи в дальнейшем были развиты и оформлены Рамануджей. Между ними, возможно были различия во взглядах, однако незначительные. Например, онтологический статус Лакшми, супруги Вишну, у Ямуначарьи и Рамануджи отличается. Для первого Лакшми является объектом поклонения, обладающего отличными от Вишну качествами, для Рамануджи Лакшми дополняет образ Вишну и не имеет самостоятельного значением.